# R. J. Swindle
Robert Joseph Swindle (né le 7 juillet 1983 à Vancouver, Colombie-Britannique, Canada) est un lanceur gaucher des Ligues majeures de baseball sous contrat avec les Cardinals de Saint-Louis.

## Carrière

### Professionnelle
R. J. Swindle est drafté par les Red Sox de Boston au 14e tour de sélection en 2004. En juin 2006, alors qu'il joue en ligue mineure, son contrat est racheté par les Yankees de New York. Libéré l'année suivante, il accède au statut d'agent libre et rejoint les Phillies de Philadelphie.
Le lanceur gaucher canadien fait ses débuts dans les majeures pour Philadelphie le 7 juillet 2008, mais n'effectue que trois sorties comme releveur dans cet uniforme.
Il rejoint les Brewers de Milwaukee le 25 novembre 2008. Il apparaît dans six parties de cette équipe durant la saison 2009, passant le reste de l'année en ligue mineure. En six manches et deux tiers lancées pour les Brewers cette année-là, il réussit huit retraits sur des prises, mais accorde douze points mérités sur douze coups sûrs, dont trois circuits, pour une moyenne de points mérités de 16,20. Soumis au ballottage en août de la même année, il est réclamé successivement par les Rays de Tampa Bay et les Indians de Cleveland. Ces derniers l'assignent immédiatement à leur club-école de Columbus, dans la Ligue internationale. Swindle n'est pas appelé à jouer pour les Indians et, agent libre, il signe durant la saison morte qui suit avec les Rays de Tampa Bay. Il passe 2010 et 2011 avec le club-école de la franchise, à Durham dans la Ligue internationale. En décembre 2011, il rejoint les Cardinals de Saint-Louis et participe à leur camp d'entraînement du printemps 2012.

### Jeux olympiques
R. J. Swindle fait partie de l'équipe du Canada de baseball aux Jeux olympiques d'été de 2008 à Beijing, en Chine. Il lance dans trois parties, face aux sélections de Cuba, des États-Unis et de Taïwan. Le Canada perd les trois parties mais Swindle n'est impliqué dans aucune décision et enregistre six retraits sur des prises en quatre manches et un tiers lancées.